# Beals (Maine)
Beals város az USA Maine államában, Washington megyében. Lakosainak száma 443 fő (2020. április 1.).

## Népesség
A település népességének változása:

| 2010 | 508 |
| 2020 | 443 |